# Кредитный скоринг
Кредитный скоринг (от англ. score «оценка»; в т.ч. гл.) — система оценки кредитоспособности (кредитных рисков) лица, основанная на численных статистических методах. Кредитный скоринг широко используется как крупными банками, микрофинансовыми организациями, так и в потребительском (магазинном) экспресс-кредитовании на небольшие суммы. Также возможно его использование в бизнесе сотовых операторов, страховых компаний и т. д. Скоринг заключается в присвоении баллов по заполнению некой анкеты, разработанной оценщиками кредитных рисков андеррайтерами. По результатам набранных баллов системой автоматически принимается решение об одобрении или отказе в выдаче кредита.